# 자폐 권리 운동
자폐 권리 운동, 자폐인권운동(영어: Autism rights movement), 또는 자폐자조운동(영어: Autism Self-advocacy movement)은 자폐를 치유되어야 하는 장애라기보다 기능적 다양성으로 정의하고, 자폐 당사자들과 돌보미, 사회가 신경다양성을 가진 자폐 당사자들의 위치를 받아들이도록 하는 장애인권운동의 일부다. 자폐권리운동은 자폐적인 행동을 사회가 더 많이 수용하도록 만드는 것, 일반신경적 동료의 행동을 따라하는 것에 초점을 둔 요법보다 자폐 당사자들이 기술을 익혀가도록 하는 요법 확립, 자폐 당사자가 자신의 목소리로 사회화할 수 있도록 하는 사회적 네트워크와 모임 생성, 자폐 커뮤니티를 소수 집단으로 인정받고자 하는 등의 다양한 목표를 옹호한다.
자폐권리나 신경다양성 옹호자들은 자폐 스펙트럼은 유전적이므로 인류 염색체의 자연스러운 표현으로서 받아들여져야 한다고 믿는다. 이 관점은 자폐가 신경적 결함에 의해 일어나므로 자폐 유전자들을 통해 설명되어야 한다는 주류 관점과, 자폐가 백신이나 환경오염과 같은 환경 요인들에 의해 일어났으므로 환경 요인들을 설명하는 것으로 치료가 가능하다는 비주류 이론 모두와 분리되는 것이다.
이 운동에는 몇가지 논점이 있고, 자폐를 가진 사람들이나 자폐인들과 관련된 사람들 사이에서도 운동에 대한 다양한 찬반 의견이 있다. 자폐 활동가들 중에서 제기되는 주요 비판은 주요 참가자 중에 애미 세퀜지아(Amy Sequenzia)와 같은 일반 자폐인이 있음에도 불구하고, 무언어 자폐인 운동 참가자 대다수가 '고기능성'이거나 아스퍼거 장애를 가지고 있으므로 모든 자폐성 당사자의 관점을 대표하지 못한다는 것이다.

## 역사

### 1980s–1990s: 자폐인들이 직접 운영하는 시민단체, 뉴스레터, 컨퍼런스의 탄생
80년대 후반, 짐 신클레어(Jim Sinclair)가 자폐를 인권적 관점에서 말하면서 반치료주의를 주장하기 시작했다. 1992년, 신클레어는 "자폐성 당사자들을 위해 당사자들이 작성한" 뉴스레터를 출간하는 단체인 국제자폐네트워크(Autism Network International, ANI)을 공동창립한다. 신클레어를 펜팔 목록과 자폐 컨퍼런스를 통해 알게 된 돈나 윌리엄스(Donna Williams)와 캐시 그랜트(Kathy Grant)도 ANI의 창립에 관여했다. ANI의 뉴스레터, 우리 목소리(Our Voice)의 첫 호는 자폐 관련 전문가와 젊은 자폐당사자의 부모들을 대상으로 1992년 11월에 온라인으로 배포되기 시작했다. 단체 내 자폐 당사자의 수는 시간이 지나며 서서히 자라나, 마침내 자폐와 비슷한 사람들을 위한 소통 내트워크가 됐다.

1996년에, ANI의 주도로 미국의 자폐 당사자 대상 연간 리트리트(수련회) 어트리트(Autreat)가 생겨나, 2001년을 제외하고 2013년까지 매해 열렸다. 1996년의 최초 수련회는 뉴욕주 카난다이과에서 열렸으며, 60명의 참가자가 모여 '자폐 문화 기념' 주제의 행사에 참여했다. 어트리트의 성공은 여러 유사한 단체들에 영감을 주었으며, 영국과 미국의 Autspace, 스웨덴의 Projekt Empowerment 등의 설립을 이끌었다.

같은 1996년, 네덜란드의 자폐인 컴퓨터 프로그래머 마르틴 데커는 "자폐 스팩트럼의 독립된 삶", 줄여서 "InLv(Independent Living on the Autism Spectrum)"라는 메일링 리스트를 만들었다. 이 리스트에는 자페증의 '사촌격' 되는 난독증, 난산증(수학과 산수 개념의 이해에 어려움을 가지는 질환), ADHD 당사자들 또한 참여할 수 있었다. 리스트의 멤버였던 미국인 작가 하비 블룸이 뉴욕 타임즈에의 1997년 기고에서 서술하기를, 리스트는 '신경학적 다원주의'에 대한 포옹이었다. 블룸은 나중 호주 사회학자 주디 싱어와 '신경학적 다양성'의 개념에 대한 토론을 했고, '신경다양성'이라는 용어가 탄생해 싱어의 1998년 Honours 논문과 블룸의 1998년 The Atlantic 잡지 기고글에서 첫 선을 보였다.

### 2000s–2010s: 자폐 자조 운동과 자폐 프라이드의 출범
2004년에, 미셸 다우슨(Michelle Dawson)은 행동응용분석 (ABA)의 윤리적 기반에 대해 문제를 제기했다. 그는 어톤 대 브리티시 콜롬비아주(Auton (Guardian ad litem of) v. British Columbia (Attorney General)) 사건에서 ABA의 정부 기금 요구에 대항하는 입장으로 증언했다. 같은 해 뉴욕타임즈는 기자 에이미 하몬(Amy Harmon)이 자폐인권적 관점에서 작성한 기사 "치료를 멈춰줄래요? 라고 몇몇 자폐인들이 요청하다"(How about not curing us? Some autistics are pleading.)를 보도했다. 또한 이 해 자유를 원하는 아스피들(Aspies For Freedom, AFF)가 생겨났으며, AFF는 다음해인 2005년부터 6월 18일을 자폐 자랑의 날(Autistic Pride Day)로 지정해 기념하기 시작했다. AFF는 또한 전국자폐연구연대(National Alliance for Autism Research), 당장 자폐를 치료하라(Cure Autism Now), 저지 로텐베르크 센터(Judge Rotenberg Center)에 대한 항의행동을 시작하는데 기여했다.
2006년에는 자폐 아동의 어머니인 에스테 클라르(Estée Klar)가 자폐인 조언자와 이사들의 도움을 받아 자폐 수용 프로젝트(the Autism Acceptance Project, TAAProject)를 창립했다. 이 프로젝트는 자폐자조네트워크(ASAN) 및 다른 운동가 그룹들과 제휴를 맺었으며 뉴욕 어린이 교육 캠패인에 반대하는 서명운동에 처음으로 서명한 그룹 중 하나가 됐다. 이후 ASAN이 국제연합에 보낸 서한에서도 자폐 수용을 홍보한 최초의 자폐 관련 단체로서 기재되었다. 2005년 8월부터, TAAProject는 일반인을 대상으로 온라인에서 싹 활동중인 자폐인권운동을 보여주는 예술기반 행사를 조직했다. 또한, 토론토에서 개최된 논란이 될만한 이벤트와 강연인 〈자폐의 기쁨: 능력과 삶의 질에 대한 재정의〉(Joy of Autism: Redefining Ability and Quality of Life)에도 후원했는데, 여기에서는 수십 명의 자폐 아티스트들과 짐 신클레어, 미셸 다우슨, 필 슈바르츠(Phil Schwartz), 몰턴 앤 겐스바허(Morton Ann Gernsbacher), 래리 비손네트(Larry Bissonnette) 등의 연사들이 참여했다. 2014년에, TAAProject는 요크대와 함께 건반으로 소통하는 무언어 자폐 자조옹호자 래리 빗손네트와 트레이시 트레셔(Tracy Thresher)가 자폐에 대해 논의하도록 하고, 또한 영화 웻치스 앤 자버러스(Wretches & Jabberers)를 상영하는 행사를 열었다. 에스테 클라르는 현재 토론토 요크대 비평장애연구학 박사과정에서도 작업을 진행하고 있다.
2008년, 자폐자조네트워크가 자폐를 폄하하는 것으로 나타난 두개의 광고 캠패인을 멈추는데 성공했다. 첫번째 연속 광고들은 랜섬노트 형태로 뉴욕대 아동연구센터가 내보낸 것으로, 이 중 하나에는 "당신의 아들을 납치했다. 그가 사는 동안 자신을 돌볼 수 없고, 사회에서 상호작용할 수 없게 만들어주마. 이건 시작일 뿐이다"라고 되어 있고, 서명자는 "자폐증"으로 되어 있었다. 두번째 광고는 PETA가 냈으며, 우유 위에 시리얼로 찡그린 얼굴을 구성한 사진 위에 "자폐 있나요?"(Got autism?)라는 글이 있었다. PETA는 자폐와 우유속에 있는 카세인 간에 연관관계가 있다고 주장하기 위해 이 광고를 만들었다. ASAN은 이들 광고를 내리기 위해 항의전화와 편지, 서명운동을 주도, 전개해 성공했다.
인터넷의 도래는 자폐 개인들이 서로 연결되고 조직될 더 많은 가능성을 제시했다. 현재 구성된 자폐 연관단체의 회원 대다수가 신경전형인 전문가들과 당사자 가족이라는 점을 고려해 보면, 인터넷은 당사자들의 거리, 소통 및 대화 패턴에 맞춰 자폐 당사자들이 스스로 조직될 수 있는 귀중한 공간이 되고 있다고 할 수 있다.

### 2020 현재
새로운 10년기의 시작은 코로나바이러스 대유행의 전지구적 정복과 함께 시작되었다. 2020년 2분기부터 자폐 자랑의 날 기념행사를 포함한 여러 물리현실 행사들이 취소되었다. 현재의 자폐 인식 개선 및 홍보 캠페인은 틱톡의 급성장을 이용해 이루어지고 있으며, Chloe Hayden과 Paige Layle 같은 인플루언서의 탄생이 그 예시이다.

## 관점
몇몇 자폐인권 활동가들은 자폐적 특성으로 서술되고 있는 몇몇 특징들이 단순한 오해라고 믿고 있다. 미셸 다우슨은 자폐인들 중 75%의 지능이 낮다는 믿음에 반박했으며, 영국 전국자폐협회(NAS)는 영국 내에서 지적장애를 동반한 자폐인의 비율을 44~52%로 보고 있다. 몬트리올 출신의 정신의학 의사 로랭 모트론(Laurent Mottron)도 자폐성 장애인들이 일반적인 IQ 테스트 결과보다 무언어 요약추론 테스트 결과가 더 좋다고 지적하고 있다.
더 나아가 몇몇 활동가들은 자폐적 삶을 정상으로, 일반인을 비정상인으로 규정하기도 한다. 몇몇 자폐인은 비자폐인이 오히려 감각이 둔하다고 주장하며, 이들 모두가 "다른 마음 이론"이 부족한 특성을 지닌 정신장애인 무자폐(Allism)인이라고 설명하면서, 이러한 믿음에 기반한 패러디 글을 작성하기도 한다. 일찍부터 동일한 비판의 대상이 되어 온 짐 신클레어도, "자기옹호 반대편의 정치"에 대해 세세하게 설명해 왔다.
자폐 관련 이메일리스트에는 '적합성의 노예로, 자기 아들딸이 정상처럼 보였으면 하며 염려함으로 그들의 소통 방식을 존중하지 못하는 사람들"로 그려진 부모들을 경멸조로 '치료쟁이'(curebie)라고 불러 논쟁이 일어나기도 했다. 논쟁에서 부모들은 이러한 태도가 '부모들이 자신의 자녀들을 돕지 말아야 한다고 주장함으로서 자폐인의 전형적인 공감 부족"을 보여준다고 대응했다. 레니 샤퍼(Lenny Schafer)는 자폐 같은 반치료 행동가들의 공감 부족이 치료에 찬성하는 옹호자들의 마음 속에 무엇이 있는지 보지 못하게 한다고 말했다.

### 자폐는 장애가 아니다
현재 자폐는 국제적인 질병편람인 DSM과 ICD의 최신판 모두에서 장애로 규정돼 있으며, 이에 따라 자폐 당사자들을 사회가 돌볼 책무가 있다는 관점이 수반되는데, 이는 신경다양성 지지자들이 자폐를 '기능상 변형'(variation in functioning)으로 정의하는 것과 대치된다. 자폐 당사자를 돌보는 것은 전 생애주기에 걸쳐 있음에도 불구하고 암 환자를 치료하는 것과 비교된다. 또한 자폐를 가진 어린이들 또한 정신과적 장애에 사로잡힌 것처럼 묘사되고 있다. 백신 반대론자이자 티오메르살(Thiomersal)이 장애를 촉발한다고 주장한 보이드 할리(Boyd Haley)는 자폐성 장애를 미친 소가 일으키는 광우병에 빗대 '미친 아이 질병'(광아병(狂兒病), mad child disease)이라고 불렀으며, 이는 자폐성 당사자와 보호자들이 높은 불쾌감을 느끼게 했다. 맥길 약품·윤리·법률센터(McGill Centre for Medicine, Ethics and Law)의 창시자인 마가렛 서머빌(Margaret Somerville)은 행동주의에는 직접적인 목표가 있고, 때때로 논점을 구축하기 위해 복잡성과 뉘앙스를 희생해야만 할 때가 있다고 말했으나, 몇몇 자폐 활동가들은 절망이 레토릭을 정당화하지 못한다고 믿는다. 베넷 레벤탈(Bennett L. Leventhal) 자폐 아동들이 요법의 인질이 되는 것에 대한 우려를 이해하지만, 치료하지 않는다면 어린이들의 삶을 소모할 수 있는 실제 질병들도 있다는 것을 상기시킨다고 생각한다고 말했다. 자폐인권 활동가들은 또한 자폐 진단의 증가를 전염병처럼 설명하는 것도 이 단어가 자폐에 질병이라는 의미를 부여하기 때문에 반대한다.
한편 자폐를 가진 것에 대한 재정 비용에 대한 추측이 학술적으로나 일반 대중 대상으로 모두 이뤄진 바가 있다. 이러한 노력 또한 몇몇 자폐인권옹호자들에 의해 현재는 악평받고 있는 20세기 초의 우생학 운동에서 '나쁜 유전자를 가진 사람'들에게 이뤄진 비슷한 계산들과 비교되며 비판받고 있다. 미셸 다우슨은 현재까지 자폐 당사자의 '질병 제거' 비용에 대한 검증 노력이 이뤄진 적이 없다는 점을 지적하고,, 다른 이들과 마찬가지로 자폐 당사자가 사회에 기여할 수 있으며, 이미 만들어진 다양한 기여들을 언급한다. 템플 그랜딘 박사는 자폐를 가진 네안데르탈인이 첫 돌창을 개발했을 것이라면서, 자폐가 사라졌다면, 온 인류는 과학자, 음악자와 수학자들을 잃었을 것이라고 추측했다.
몇몇 자폐 행동가들은 고기능성과 저기능성을 구별하는 것도 쉬운 일이 아니라고 지적한다. 그러나 몇몇 당사자들은 대조적으로, 당사자가 적절한 상담과 처방을 받을 수 있도록 돕는데 중요하다고 믿는 이유로, 자폐와 아스퍼거를 구별하는 것에 지지한다.

### 자폐 사용자에게는 고유 문화가 있다
몇몇 자폐 활동가들은 자폐가 다른 언어를 말하거나 다른 종교나 철학을 가진 사람들 사이에 태어나 외계에서 사는 것 같은 느낌을 받는 것과 매우 비슷하다고 주장한다. 다시말해, 자폐 당사자들은 때때로 살아가는 환경과 매우 다른 개인 문화를 가지고 있다는 것이다.

### 자폐 당사자도 자폐와 관련된 논의에 포함되어야 한다
자폐 인권 행동가들과 신경다양성 그룹들 사이에서 표현되는 주요 주제중 하나는 자신들이 현재 자폐판을 주도하는 부모나 전문가가 이끄는 단체들과 모임들과 다르다는 것이다. 미셀 다우슨은 자폐 당사자를 배재한 채 컨퍼런스에서 자기 자폐 아이를 대신해 말하는 부모들을 허용하는 현재의 규범을 비판한다. 그녀는 "행정부, 법원, 연구가, 서비스 제공자와 모금 단체들과 행복하고 자랑스러운 협력을 통해, 부모들은 자폐와 관련해 발생되는 중요한 토론과 결정에서 자폐 당사자가 주변에 얼씬도 하지 못하도록 하는데 성공해 왔다"고 발언했다. 이러한 제외는 자폐를 직접적으로 경험하지 못한 사람들만에 의해 정책이나 치료와 관련된 결정이 나오는 결과를 일으킨다. 짐 신클레어도 자폐 컨퍼런스들이 전통적으로 일반신경적 부모들과 전문가들에 맟춰져 왔다며, 이것이 자폐 당사자들에게는 감각 자극이나 경직성 측면에서 꽤 '적대적일'수 있다고 말한다.
치료 중단 옹호자들이 글에 복합적인 의견을 넣을 수 있는 능력이 자폐성 당사자에게 결여돼 있다고 보는 몇몇 비판자들의 공통된 의견에 불복해, 아만다 백스(Amanda Baggs)같은 자폐 성인 당사자들은 심각한 장애를 가진 자폐성 장애인들도 자폐인권옹호가가 될 수 있다는 것을 보여주기 위해 글과 동영상을 사용한다. 아만다는 비판자들이 지적능력이 있고 발화가 가능한 자폐성 당사자들은 자해 행동이나 자기 돌보기에 어떤 어려움도 없다고 가정하면서, 그들은 정책입안자들의 의견에 영향을 끼치며, 지적능력이 있고 발화가능한 자폐성 장애인들이 서비스를 받기 어렵게 만든다고 지적한다. 백스는 타이핑이 가능하다는 이유로 서비스를 거부당한 자폐인의 사례를 인용한다.

### 자폐 유전자는 제거되어서는 안 된다
자폐는 사회적인 기준에서의 지배층인 정형인과 크게 다른 방식으로 기능하는 신경발달적특징을 가진 사람들이며 자폐와 관련된 유전적변이가 인간의 진화과정에서 긍정적으로 선택되었을 가능성이 높다는 연구결과가 나왔다
이는 자폐의 특성을 가진 사람들이 뛰어난 기억력, 시각, 미각, 후각, 청각, 새부사항에 대한 정확한 눈과 동물행동에 대한 이해로 사회에 기여했기 때문이다
인간 유전학과 종의 진화에서 자폐는 유전적 실수가 아니라 사회에 이익을 위해 앞으로도 계속 존재할 인간게놈의 변이의 결과이다

### 자폐 '치료'라는 개념은 모욕적이다
자폐인들은 ( 심한 중증 스펙트럼의 선상에 있는자폐적인 특징을 보이는 자폐인들 너무나 심한 감각기관의 예민함 등 치료가 필요하다는 의견도 있다) 정형인들의 둔한 감각기관과 평범하고 일반화된 얕은 생각과 다각적으로 생각하지못하는 너무나 뻔한 사고방식 그리고 함께 모여서 시끄럽게 떠드는것을 보고 장애라고 부르지 않는다
아스퍼거인들은 그것을 각자의 특성이라고 보며 이해되어저야 할 부분으로 본다 또한 자기자신의 특성과 약한점을 보완하려 노력하기도 한다
그러나 아스퍼거인의 사회성부족을 장애라며 치료해야한다라는 관점은 마치 아스퍼거인이 정형인의 깊지못한 사고방식과 늘 모여서 어울려야만하는 특징을 치료해야한다고 주장하는 것과 다르지않다
그 사회성없다라는 기준도 정형인이 만들어놓은 기준이기 때문이다

## 자폐권리운동 단체들
- 국립자폐협회 (National Autistic Society, NAS) - 1962년 영국에서 생긴 세계 최초의 자폐권리운동 단체이다.
- 자폐증 유럽 (Autism-Europe, AE) - 1983년 설립. 벨기에에 소재하고 있다.
- Vlaamse Vereniging Autisme, AutCom - 1990년 설립, 미국 소재. 자폐증을 가진 모든 시민을 위한 사회 정의를 실현하기 위해 노력한다.
- 자폐 자조 네트워크 (Autistic Self Advocacy Network)
- 자폐 네트워크 인터내셔널 (Autism Network International, ANI) - 1992년 설립, 미국 뉴욕에 소재하고 있지만 전세계적 규모의 큰 단체이다.
- 아스피들의 해방을 위해 (Aspies For Freedom, AFF) - 큰 규모의 단체로 자폐증 스펙트럼 장애가 질병과는 다름을 강조하며, 자폐 치료 운운하는 Autism Speaks를 제일 강하게 비판하는 단체이다.
- 자폐 수용 프로젝트 (The Autism Acceptance Project, TAAProject) - 2005년 설립된 캐나다의 자폐권리운동 단체.
- 자폐 여성과 자폐 논바이너리 네트워크 Autistic Women & Nonbinary Network - 2009년 설립, 미국 워싱턴 DC 소재. 자폐증을 가진 여성/논바이너리들을 대변하는 단체이다. 상호교차성 페미니즘 성향을 띤다.
- Don't Play Me, Pay Me - 2009년 설립. 영미권의 아스퍼거 증후군을 가진 배우들을 주로 대변하는 영국의 단체이다. 아스퍼거 증후군이나 일부 지능이나 사회생활에 문제 없는 정신장애가 있는 배우들을 배제하거나 임금을 낮게 주는 것을 차별이라며 비판한다.
- 사테디 (SAtedI) - 2004년 설립된 프랑스의 자폐권리운동 단체.

## 같이 보기
- 장애인 인권
- 장애의 사회적 모델